# Svenska mästerskapen i kortbanesimning 1981
Svenska mästerskapen i kortbanesimning 1981 avgjordes i Linköping den 3–5 april 1981. Det var den 29:e upplagan av kortbane-SM.

## Medaljsummering

### Herrar
| Gren            | Guld                          | Guld                          |
| 100 m frisim    | Per Holmertz 49,46            | Stockholmspolisens IF         |
| 200 m frisim    | Per Holmertz 1.49,17          | Stockholmspolisens IF         |
| 400 m frisim    | Thomas Lejdström 3.53,63      | Västerås SS                   |
| 1500 m frisim   | Karl-Erik Elias 15.35,72      | Linköpings ASS                |
| 100 m fjärilsim | Pär Arvidsson 53,41           | SK Korrugal                   |
| 200 m fjärilsim | Pär Arvidsson 1.59,79         | SK Korrugal                   |
| 100 m ryggsim   | Bengt Baron 55,2              | SK Korrugal                   |
| 200 m ryggsim   | Bengt Baron 2.03,26           | SK Korrugal                   |
| 100 m bröstsim  | Hans Bergqvist 1.03,13        | Sundsvalls SS                 |
| 200 m bröstsim  | Peter Berggren 2.16,77        | Skärets SS                    |
| 200 m medley    | Bengt Baron 2.03,36           | SK Korrugal                   |
| 400 m medley    | Thomas Lejdström 4.27,85      | Västerås SS                   |
| 4x100 m frisim  | Stockholmspolisens IF 3.22,83 | Stockholmspolisens IF 3.22,83 |
| 4x200 m frisim  | Västerås SS 7.29,36           | Västerås SS 7.29,36           |
| 4x100 m medley  | SK Korrugal 3.46,90           | SK Korrugal 3.46,90           |

### Damer
| Gren            | Guld                          | Guld                          |
| 100 m frisim    | Agneta Eriksson 55,43         | Västerås SS                   |
| 200 m frisim    | Agneta Eriksson 2.00,20       | Västerås SS                   |
| 400 m frisim    | Tina Gustafsson 4.16,84       | Norrköpings KK                |
| 1500 m frisim   | Ann Linder 16.40,83           | SK Najaden                    |
| 100 m fjärilsim | Agneta Eriksson 1.01,50       | Västerås SS                   |
| 200 m fjärilsim | Annelie Wennberg 2.12,83      | Spårvägens GoIF               |
| 100 m ryggsim   | Johanna Holmén 1.04,91        | Västerås SS                   |
| 200 m ryggsim   | Johanna Holmén 2.18,47        | Västerås SS                   |
| 100 m bröstsim  | Annelie Holmström 1.11,59     | Stockholmspolisens IF         |
| 200 m bröstsim  | Annelie Holmström 2.31,15     | Stockholmspolisens IF         |
| 200 m medley    | Anette Philipsson 2.17,99     | Linköpings ASS                |
| 400 m medley    | Anette Philipsson 4.51,60     | Linköpings ASS                |
| 4x100 m frisim  | Stockholmspolisens IF 3.50,44 | Stockholmspolisens IF 3.50,44 |
| 4x200 m frisim  | Västerås SS 8.18,40           | Västerås SS 8.18,40           |
| 4x100 m medley  | Västerås SS 4.19,18           | Västerås SS 4.19,18           |